# Sundae
Sundae är en glassdessert av amerikanskt ursprung. En sundae består vanligtvis av en eller flera skopor glass samt topping, till exempel strössel, vispgrädde, marshmallows eller fruktbitar. Ordet "sundae" är av etymologiskt oklart ursprung.